# DAZN
DAZN (es pronuncia "Da Zone") és un servei d'streaming que pertany a Perform Group. El servei està dedicat als esports: ofereix transmissions d'esdeveniments en directe i sota demanda des de diverses propietats. S'estrenà per primer cop a Àustria, Alemanya, Japó i Suïssa l'agost de 2016 i al Canadà l'any següent. El 2018 arribà a Itàlia, Espanya i Brasil.
Disposen de drets de F1, MotoGP, WRC, Eurolliga i Futbol de la Premier Leage, entre d'altres.

## Història
DAZN adquirí l'any 2016, a través de Perform Group, els drets de transmissió de la Premier League britànica per Alemanya, Àustria i Suïssa de la temporada 2016/2017, que anteriorment posseïa Sky Deutschland. Abans, el paquet de drets exclusius de la J-League japonesa s'havia comprat per uns 2.000 milions d'euros. Segons dades pròpies, DAZN volia actuar de manera agressiva en el mercat de la legislació esportiva per l'àrea de parla alemanya i es finançà amb base en deu a dotze anys. La publicitat de drets estava prevista, especialment a l'àrea de la Lliga de Campions de la UEFA, la Fórmula 1 i l'esquí.
Ocasionalment, es fa referència a DAZN als mitjans com el "Netflix" dels esports. El CEO de DAZN, James Rushton, puntualitzà sobre aquesta comparació: l'enfocament era "molt més complex", ja que mostra centenars de transmissions en viu cada setmana, enlloc d'únicament contingut d'arxiu. De la mateixa manera, el projecte ha de ser finançat per la massa. Actualment (2017), es realitzen vora 8.000 transmissions en directe cada any. Els diners pels drets esportius provingué del multimilionari i propietari del Perform Group, Leonard Blavatnik, que era ric amb participacions en empreses de petroli i alumini i té, segons el capital de Forbes, una fortuna de vint mil milions de dòlars.

### Canadà
El juliol de 2017, DAZN anuncià que s'expandiria a Canadà, després d'haver adquirit els drets de transmissió OTT de la National Football League del Canadà, inclòs l'NFL Game Pass i l'accés a NFL RedZone; com a resultat de l'acord, els proveïdors de televisió ja no vendrien el paquet esportiu fora de mercat NFL Sunday Ticket a Canadà (per clients residencials únicament establiments comercials on encara hi ha proveïdors de televisió). L'acord de DAZN no afecta l'acord de drets de televisió lineal recentment estesos de la NFL amb Ball Media. El 8 d'agost de 2017, DAZN arribà a un acord per subllicenciar contingut de beIN Sports Canada, inclosos partits seleccionats de la Lliga de Campions de la UEFA i de la Lliga Europea de la UEFA (amb sub-llicència de TSN), així com altres drets esportius internacionals.

### Brasil
A partir del 2019, DAZN arribarà a Brasil amb continguts com la Ligue 1 francesa i la Sèrie A italiana, a més de la Copa Sudamericana. Alguns rumors situaven també l'arribada de DAZN a Hispanoamèrica, però foren desmentits amb l'adquisició dels drets del torneig sud-americà per part de DIRECTV i el triomf d'ESPN pels drets de la Sèrie A.

### Espanya
A partir del 2019, DAZN arribarà a Espanya per emetre MotoGP i la Premier League després d'adquirir els drets per emetre ambdós esdeveniments al país fins a l'any 2022. A Espanya només ofereix (de moment) la Primer League, l'Eurolliga de bàsquet, mundials de ral·lis, Superbikes i motos, Indycr Series...